# Kallmerode
Kallmerode là một đô thị thuộc huyện Eichsfeld nước Đức. Đô thị này có diện tích 5,59 km², dân số thời điểm 31 tháng 12 năm 2006 là 606 người.